# Zheng Qinwen
Zheng Qinwen (chinês: 郑钦文; pinyin: Zhèng Qīnwén; nascida em 8 de outubro de 2002) é uma tenista profissional chinesa. 
Zheng alcançou o ranking de simples mais alto de sua carreira, no 19º lugar do mundo pela WTA em 22 de maio de 2023. Zheng ganhou um WTA Challenger e dez títulos de simples da ITF, e foi nomeada a Revelação do Ano pela WTA em 2022. Ela ganhou seu primeiro título do WTA Tour em 2023 no Palermo Ladies Open.

## Carreira júnior
Zheng nasceu em Shiyan [en], Hubei. Antes de Zheng completar 3 anos, ela passava muito tempo na casa de sua avó materna em Chengdu, Sichuan, de onde sua mãe era originária.
Zheng deixou Shiyan quando ela tinha oito anos para treinar em Wuhan, e logo se inspirou na campanha de Li Na ao título do Aberto da França de 2011. Mais tarde, ela treinou com o ex-técnico de Li, Carlos Rodríguez [en], em Pequim.

## Carreira profissional

### 2021: Estreia no WTA Tour, top 150
Em janeiro, Zheng venceu o Tennis Future Hamburg, na Alemanha, onde derrotou Linda Fruhvirtová na final do evento de US$ 25 mil, realizado no Hamburger Tennis-Verband.
Em 20 de junho, Zheng venceu a final do torneio de US$ 60k Macha Lake Open [en] em Staré Splavy [en], derrotando Aleksandra Krunić em dois sets.
Zheng fez sua estreia no WTA Tour no Palermo Ladies Open, onde também registrou sua primeira vitória derrotando a segunda "cabeça de chave" Liudmila Samsonova na primeira rodada.

### 2022: Estreia em Major e quarta rodada, primeira final do WTA Tour e estreia no top 25
No Melbourne Summer Set 1, Zheng alcançou sua primeira semifinal do WTA Tour depois de derrotar Mai Hontama [en], a ex-número 2 do mundo Vera Zvonareva e Ana Konjuh, respectivamente. Ela perdeu a partida semifinal para a segunda cabeça de chave Simona Halep, em dois sets.
Uma semana depois do Melbourne Summer Set, Zheng passou pela qualificatória para seu primeiro evento Major, no Australian Open, onde derrotou Aliaksandra Sasnovich na primeira rodada. Na segunda, ela perdeu para a quinta cabeça de chave Maria Sakkari, em dois sets. Como resultado, ela alcançou o top 100 no 80º lugar do mundo, em 31 de janeiro de 2022.
No Aberto da França, Zheng derrotou Maryna Zanevska em sua estreia neste torneio Major. Em seguida, ela derrotou a ex-campeã do Aberto da França e 19ª cabeça de chave, Simona Halep, sua primeira vitória entre as 20 primeiras, para passar para a terceira rodada de um torneio Major pela primeira vez em sua carreira. Ela passou para a quarta rodada após a desistência de Alizé Cornet. Em 30 de maio, ela perdeu para a cabeça de chave e número 1 do mundo, Iga Świątek da Polônia, na quarta rodada, referindo-se às cólicas menstruais como um fator contribuinte. Zheng ainda estava feliz com seu desempenho e feliz por ter conseguido jogar contra o número um do mundo. Como resultado, ela alcançou o novo recorde de sua carreira, nº 54, em 6 de junho, e alcançou o top 50, no nº 46 do mundo, uma semana depois, quando conquistou seu primeiro título WTA 125 no Open Internacional de Valência derrotando a compatriota  Wang Xiyu.
Zheng estreou em Wimbledon e derrotou Sloane Stephens na primeira rodada. Ela venceu sua segunda partida neste torneio Major contra Greet Minnen [en], antes de cair para a eventual campeã, Elena Rybakina, na terceira rodada em sets diretos, porém um jogo apertado.
Em agosto, Zheng derrotou a quinta cabeça de chave Ons Jabeur por desistência em sua primeira vitória entre as 10 primeiras na segunda rodada e Bianca Andreescu na terceira rodada do Aberto do Canadá para entrar nas primeiras quartas de final de um WTA 1000 de sua carreira, na qual perdeu para Karolína Plíšková, em três sets. No US Open, Zheng derrotou Jeļena Ostapenko na primeira rodada e Anastasia Potapova na segunda, no entanto, foi derrotada na terceira rodada por Jule Niemeier [en], em dois sets.
No Pan Pacific Open no Japão, Zheng se tornou a primeira adolescente chinesa a chegar à uma final do WTA Tour, que acabou perdendo para Liudmila Samsonova. Sua vitória sobre a cabeça de chave Paula Badosa na segunda rodada foi sua primeira vitória completa entre as 10 primeiras e a segunda no geral (depois de Jabeur em Toronto por desistência). Ela também se tornou a segunda adolescente a chegar a uma final de nível WTA 500 ou superior na temporada, depois de Coco Gauff. Como resultado, ela alcançou o top 30 no 28º lugar do mundo, em 26 de setembro de 2022, tornando-se a primeira adolescente chinesa a fazê-lo.

### 2023: Primeira quartas de final em WTA 1000, estreia entre as 20 primeiras e primeiro título WTA
Zheng começou a temporada com uma vitória sobre a ex-jogadora nº 2 do mundo, Anett Kontaveit, na primeira rodada do Adelaide International 1, sobrevivendo a match points no terceiro set para triunfar no tiebreak do set final, antes de perder para Victoria Azarenka na segunda. No torneio subsequente, o Adelaide International 2, ela chegou às oitavas de final, mas teve que desistir do jogo contra Petra Kvitova por contusão depois de ter vencido o primeiro set. No Australian Open perdeu para Bernarda Pera na segunda rodada. Em Abu Dhabi, ela chegou à semifinal onde perdeu para Liudmila Samsonova a eventual vice-campeã, em jogo de três sets, em Doha perdeu na primeira rodada, e em Dubai, abandonou por contusão na segunda. Em Miami ela chegou às oitavas de final onde perdeu pela primeira vez para Anastasia Potapova em sets diretos.
Zheng iniciou a temporada em quadras de saibro perdendo na segunda rodada tanto em Stuttgart para Iga Swiatek, quanto em Madri para Ekaterina Alexandrova. Em sua estreia, no Aberto da Itália ela alcançou sua primeira quarta rodada derrotando Taylor Townsend. Em seguida, ela derrotou a compatriota  Wang Xiyu para chegar às quartas de final de um torneio WTA 1000 pela segunda vez em sua carreira e a primeira no saibro. Como resultado, ela alcançou a 19ª posição no ranking WTA, tornando-se a quinta jogadora chinesa a entrar no top 20. As quatro primeiras na ordem de classificação mais alta na carreira foram Li Na (nº 2), Wang Qiang (nº 12), Peng Shuai (nº 14) e Zheng Jie (nº 15). Em Roland Garros ela ficou na segunda rodada, onde perdeu para Yulia Putintseva em jogo de três sets.
Nas quadras de grama, Zheng não obteve nenhum sucesso, ficando nas primeiras rodadas em Berlin, Eastbourne e Wimbledon. Na sequência, em breve retorno às quadras de saibro, ela obteve seu primeiro título na WTA, no Palermo Ladies Open derrotando a favorita local Jasmine Paolini na final em jogo de três sets.
De volta às quadars duras na América do norte, Zheng ficou na primeira rodada em Washington e na segunda em Montreal, mas chegou às oitavas de final em Cincinnati, jogo que perdeu para a número um do mundo Iga Świątek em jogo de três sets depois de ter surpreendido a polonesa no primeiro. No US Open, Zheng foi muito bem, chegou até às oitavas de final, onde derrotou a cabeça de chave número cinco Ons Jabeur em jogo de dois sets, porém perdeu para Aryna Sabalenka, também em sets diretos, na sua primeira quartas de final em torneios Major.
Na temporada asiática, Zheng ficou na primeira rodada no Aberto da China, perdendo para a 5ª cabeça de chave, Elena Rybakina em sets diretos. Ela se recuperou no torneio seguinte em Zhengzhou, do qual foi campeã vencendo Barbora Krejčíková na final em jogo de três sets. Seu próximo compromisso foi o torneio de final de temporada, o WTA Elite Trophy no qual chegou à final que acabou perdendo para Beatriz Haddad Maia em sets diretos porém de extremo equilíbrio, sendo ambos decididos no "tiebreak".

### 2024: Finalista do Australian Open, Ouro olímpico e vice no WTA Finals
No início do ano, Zheng participou com o Time China da United Cup. Lá, em suas partidas de simples, ela venceu Olga Danilovic do Time Sérvia em sets diretos, Marketa Vondrousova do Time República Tcheca em três sets, o que levou ao empate entra as duas equipes naquele momento, perdendo apenas para Iga Swiatek do Time da Polônia em sets diretos. Depois disso, Zheng partiu para o Australian Open, no qual como "cabeça de chave" N° 12, venceu  Ashlyn Krueger na primeira rodada em jogo de três sets, Katie Boulter na segunda em sets diretos, a compatriota Wang Yafan na terceira em mais um jogo de três sets decidido em um "super tiebreak" bem equilibrado e Océane Dodin na quarta em sets diretos. Prosseguiu em sua campanha vencendo Anna Kalinskaya nas quartas de final em jogo de três sets depois de perder um primeiro set muito equilibrado. Na semifinal venceu Dayana Yastremska em sets diretos. E na final, contra a cabeça de chave N° 2 e defensora do título Aryna Sabalenka perdeu em sets diretos, ficando com o vice-campeonato.
Prosseguindo sua campanha em quadras duras, agora no Oriente Médio, Zheng participou do Qatar Open, onde venceu Magda Linette, na primeira rodada em jogo de três sets mas perdeu para Leylah Fernandez na segunda em sets diretos. Em Dubai, chegou às quartas de final, onde perdeu para a cabeça de chave N° 1 Iga Swiatek em sets diretos. No giro americano, ficou na primeira rodada em Indian Wells e na segunda em Miami.
Zheng iniciou a temporada em quadras de saibro no Porsche Tennis Grand Prix onde venceu Sorana Cirstea na primeira rodada em sets diretos, mas perdeu na segunda para a eventual vice-campeã Marta Kostyuk em jogo de três sets. No Aberto de Madri, precisou abandonar seu jogo de estreia contra Yulia Putintseva devido a uma contusão. Seu próximo compromisso foi no Aberto de Roma, no qual, como cabeça de chave N° 7, venceu Shelby Rogers em seu jogo de estreia em sets diretos e Linda Noskova na sequência, em jogo de três sets, já nas oitavas de final, venceu Naomi Osaka em sets diretos, mas nas quartas de final, perdeu para a cabeça de chave N° 3, Coco Gauff, também em sets diretos. Já no Aberto da França, como cabeça de chave N° 7, venceu a "wild card" local, Alizé Cornet, na primeira rodada em sets diretos, venceu Tamara Korpatsch [en], na segunda, também em sets diretos, mas perdeu na terceira para Elina Avanesyan, em jogo de três sets.
Zheng começou a temporada em quadras de grama pelo Berlin Ladies Open, no qual venceu a "wild card", Naomi Osaka, na primeira rodada em jogo de três sets, mas perdeu para a vinda da qualificatória, Katerina Siniakova na segunda, em sets diretos. Em seguida, participou do Torneio de Wimbledon, no qual, como cabeça de chave N° 8, perdeu para a vinda da qualificatória,  Lulu Sun, na primeira rodada, em jogo de três sets.
De  volta às quadras de saibro, Zheng participou do Palermo Ladies Open onde, depois de passar por Sara Errani, por Petra Martic, por Jaqueline Cristian nas quartas de final e por Diane Parry na sua semifinal, todos esses jogos em sets diretos, enfrentou Karolína Muchová na final em um jogo equilibrado, que venceu em três sets conquistando seu terceiro título no WTA Tour. Em seguida, participou dos Jogos Olímpicos, onde passou por Sara Errani, Arantxa Rus, Emma Navarro, Angelique Kerber e Iga Swiatek, para chegar à final contra Donna Vekić, jogo que venceu em sets diretos, ficando com a medalha de ouro. Com isso, Zheng tornou-se a primeira chinesa com ouro individual no tênis, e o primeiro título do país desde Li Ting e Sun Tiantian nas duplas em 2004.
Depois disso, Zheng partiu para as quadras duras na América do norte, participando do Cincinnati Open, no qual, como cabeça de chave N° 7, ficou de "bye" na primeira rodada, passou por Magdalena Frech na segunda rodada em sets diretos, mas perdeu para Anastasia Pavlyuchenkova, na terceira também em sets diretos. No US Open, passou por Amanda Anisimova, por Erika Andreeva, por Jule Niemeier [en] e por Donna Vekić, para chegar às quartas de final. Na sua quarta de final, enfrentou a eventual campeã, Aryna Sabalenka, jogo que perdeu em sets diretos.
Zheng deu início ao giro asiático no China Open, no qual, como cabeça de chave N° 5, chegou à semifinal, onde perdeu para a eventual finalista Karolina Muchova em sets diretos. Seu próximo compromisso foi o Wuhan Open, mantendo a boa performance. Novamente, como cabeça de chave N° 5, ela passou por Jaqueline Cristian em sets diretos, por Leylah Fernandez em jogo de três sets, por Jasmine Paolini também em três sets e pela compatriota, Wang Xinyu em sets diretos, para chegar à final. Na final, enfrentou a cabeça de chave N° 1 e defensora do título, Aryna Sabalenka, jogo que perdeu em três sets, ficando com o vice-campeonato. No torneio seguinte, o Pan Pacific Open, como cabeça de chave N° 1, ela passou por Moyuka Uchijima [en] em seu jogo de estreia em sets diretos, por Leylah Fernandez nas quartas de final em três sets, e por Diana Shnaider na semifinal em sets diretos. Na final, enfrentou a "wild card" Sofia Kenin, jogo que venceu em sets diretos, conquistando seu quarto título no WTA Tour.
Como N° 7 do ranking, Zheng participou do WTA Finals em Riad, no qual, depois de passar pela fase de grupos, vencendo Jasmine Paolini e Elena Rybakina e perdendo para Aryna Sabalenka, venceu a N° 8 do ranking, Barbora Krejčíková, na semifinal em sets diretos mas perdeu para Coco Gauff na final em jogo de três sets muito equilibrado decidido no "tiebreak", ficando com o vice-campeonato.